# Brachyphora
Brachyphora là một chi bọ cánh cứng trong họ Chrysomelidae.
Chi này được Jacoby miêu tả khoa học năm 1890.

## Các loài
Các loài trong chi này gồm:
- Brachyphora nigrovittata Jacoby, 1890
- Brachyphora vittata Medvedev, 1999